# Il doit faire beau là-bas
«Il doit faire beau là-bas» —[il dwa fɛʁ bo la.bɑ]; en español: «Debe hacer buen tiempo allí»— es una canción compuesta por Hubert Giraud e interpretada en francés por Noëlle Cordier. Se lanzó como sencillo en 1967 mediante Barclay Records. Fue elegida para representar a Francia en el Festival de la Canción de Eurovisión de 1967 mediante la elección interna de ORTF.

## Festival de Eurovisión

### Elección interna
La ORTF abrió un plazo de para que los artistas interesados presentasen sus canciones para el Festival de la Canción de Eurovisión 1967. Entre los artistas que se presentaron, se encontraban Vicky Leandros, que representaría a Luxemburgo ese año; Isabelle Aubret con «La source», canción que sería elegida internamente para representar al país al año siguiente; y Mireille Mathieu, que presentó la misma canción con la que participó en la final nacional francesa el año anterior. Al acabar el plazo, se habían recibido 98 canciones, y la canción «Il doit faire beau là-bas», de Noëlle Cordier, fue elegida para representar al país.

### Festival de la Canción de Eurovisión 1967
Esta canción fue la representación francesa en el Festival de Eurovisión 1967. La orquesta fue dirigida por Franck Pourcel.
La canción fue interpretada 4ª en la noche del 8 de abril de 1967 por Noëlle Cordier, precedida por Austria con Peter Horton interpretando «Warum es hunderttausend Sterne gibt» y seguida por Portugal con Eduardo Nascimento interpretando «O vento mudou». Al final de las votaciones, la canción había recibido 20 puntos, quedando en 3.er puesto de un total de 17.
Fue sucedida como representación francesa en el Festival de 1968 por Isabelle Aubret con «La source», que también quedó en tercer puesto.

## Letra
La canción es una balada, en la que la intérprete le habla a un amante ausente. Explica que está lloviendo donde está ella, pero que «debe hacer buen tiempo allí», donde está su amante. También le dice que odia a la gente de la que no le habla, y la gente con la que vive su amante en secreto.

## Formatos
| Francia - Disco de vinilo 7"/EP |                             |          |  |
| N.º                             | Título                      | Duración |  |
| 1.                              | «Il doit faire beau là-bas» | 3:08     |  |
| 2.                              | «Cheese»                    | 2:15     |  |
| 3.                              | «Ce garçon»                 | 2:06     |  |
| 4.                              | «La petite geisha»          | 2:20     |  |

| Portugal - Disco de vinilo 7"/EP |                             |          |  |
| N.º                              | Título                      | Duración |  |
| 1.                               | «Il doit faire beau là-bas» | 3:08     |  |
| 2.                               | «Cheese»                    | 2:15     |  |
| 3.                               | «La petite geisha»          | 2:20     |  |
| 4.                               | «Ce garçon»                 | 2:06     |  |

| Francia - Disco de vinilo 7" |                             |          |  |
| N.º                          | Título                      | Duración |  |
| 1.                           | «Il doit faire beau là-bas» | 3:08     |  |
| 2.                           | «Cheese»                    | 2:15     |  |

## Créditos
- Noëlle Cordier: voz
- Hubert Giraud: composición
- Pierre Delanoë: letra
- Johnny Harris: instrumentación
- Barclay Records: compañía discográfica

Fuente:

## Historial de lanzamiento
| Región   | Fecha | Formato                        | Discográfica           | Ref.   |
| -------- | ----- | ------------------------------ | ---------------------- | ------ |
| Francia  | 1967  | Disco de vinilo 7", 45 RPM, EP | Barclay Records        | [ 1 ]  |
| Francia  | 1967  | Disco de vinilo 7", 45 RPM, EP | Barclay Records        | [ 10 ] |
| Francia  | 1967  | Disco de vinilo 7", 45 RPM     | Barclay Records        | [ 12 ] |
| Portugal | 1967  | Disco de vinilo 7", 45 RPM, EP | Alvorada Internacional | [ 11 ] |